# Ka-26
Ka-26 (ros. Ка-26, Kod NATO: Hoodlum) – radziecki dwumiejscowy lekki śmigłowiec zaprojektowany w biurze konstrukcyjnym Nikołaja Kamowa. Prototyp oblatany w 1965 roku. Śmigłowiec opracowany głównie dla potrzeb rolnictwa, wkrótce jednak powstała wersja transportowa, pasażerska, wojskowa oraz dźwigowa. Zbudowano około 850 egzemplarzy tego śmigłowca. Zmodernizowane wersje noszą oznaczenie Ka-126 i Ka-226